# صنارة

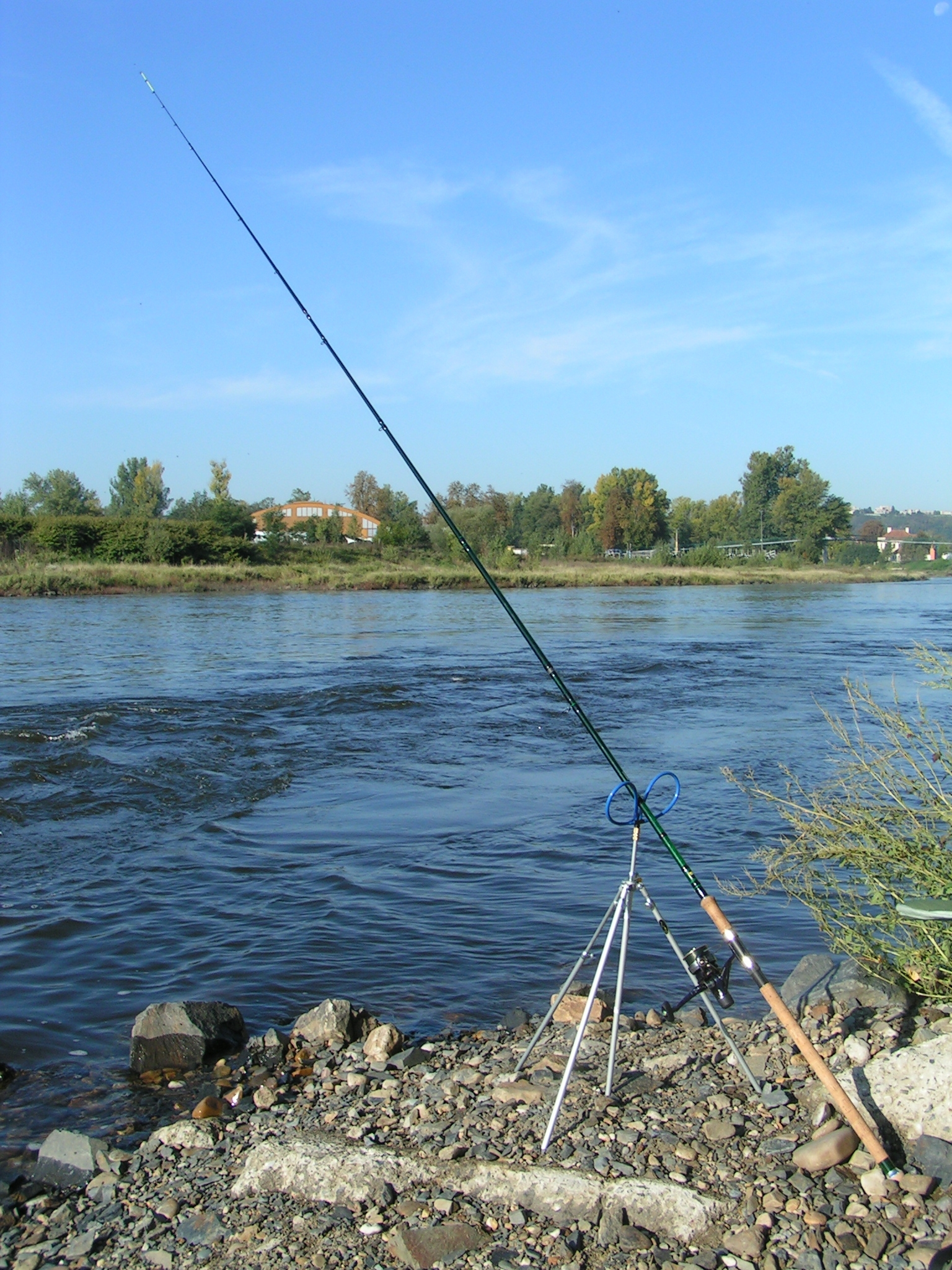
صنارة صيد

صنارة الصَّيْد (أحياناً تدعى السنارة) هي أداة لصيد الأسماك، وهي قطعة طويلة مصنوعة من مادة مرنة مثل الألياف الزجاجية أو ألياف الكربون، تكون مزودة ببكرة يلف عليها ليف بلاستيكي في نهايته خطاف يوضع عليه الطعم. كانت صنانير الصيد سابقاً تصنع من الخيزران.
عادة ما تستخدم صنانير الصيد من قبل الهواة من أجل الصيد أو كرياضة، وذلك على العكس من صيد الأسماك الاحترافي، الذي يعمد إلى استخدام وسائل تعطي مردود تجاري، مثل الصيد باستخدام شبكة صيد.
تختلف المواد والتصاميم المستخدمة في صناعة صيد صنانير الصيد حسب الرغبة والطلب.

## التاريخ
هناك دلائل تاريخية تشير إلى استخدام وسائل شبيهة بصنانير صيد السمك في عهود تصل إلى 2000 سنة قبل الميلاد. حدث ذلك في أماكن متفرقة من العالم في مصر القديمة واليونان الإغريقية وفي إمبراطورية الصين.
كانت إنجلترا من الدول الرائدة في صناعة صنانير الصيد، حيث تم تطوير ما يسمى Fly fishing أو صيد السمك بالذباب في القرن الخامس عشر، وذلك بوضع جسم صناعي يشبه الذباب الطبيعي في نهاية الخيط. كانت صنانير الصيد تصنع من أنواع ثقيلة من الخشب، إلى أن أصبح الخيرزان، وذلك في منتصف القرن التاسع عشر، من المواد المفضلة في صنع الصنانير لخفته ولمرونته.
كانت الأجزاء التي تصنع منها الصنارة تلصق مع بعضها بواسطة أنواع مختلفة من الصمغ، وكان أفضلها الذي يبدي خواصاً مقاومة للماء.
مع تطور التقنيات وظهور مواد جديدة مثل ألياف الكربون أو البورون أصبحت صنانير الصيد تصنع من هذه المواد، لخصائصها التقنية المتميزة.

## معرض صور

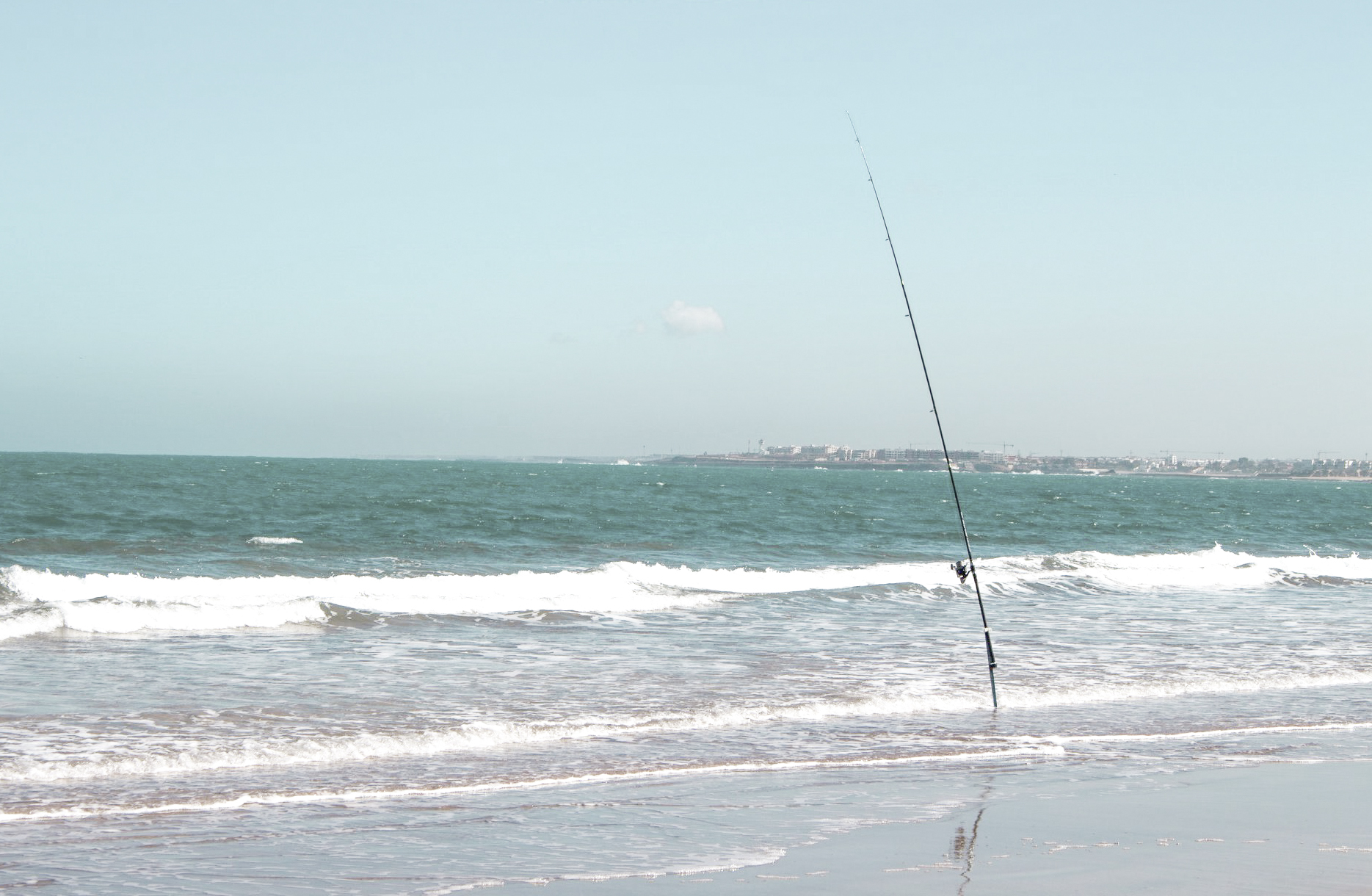
قصبة صيد من شاطئ ميرامار بالمغرب

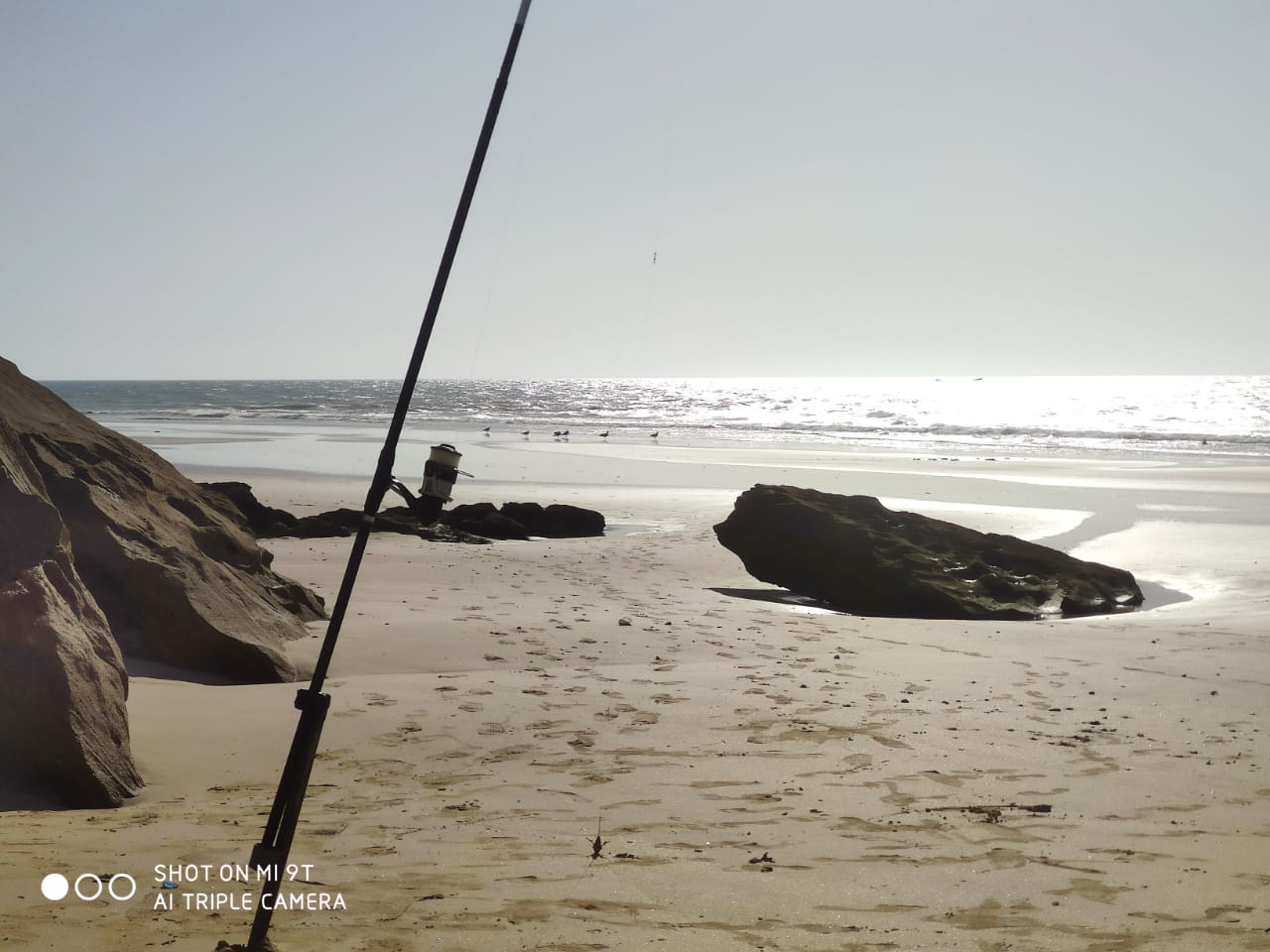
قصبة صيد بمنطقة تاروما.